# Castellnovo
Castellnovo település Spanyolországban, Castellón tartományban. Castellnovo Almedíjar, Geldo, Navajas, Segorbe, Soneja és Vall de Almonacid községekkel határos. Lakosainak száma 884 fő (2024).

## Népesség
A település népessége az elmúlt években az alábbi módon változott:
| Lakosok száma | 1020 | 1011 | 1019 | 1081 | 1065 | 991  | 981  | 917  | 914  | 884  |
|               | 2001 | 2004 | 2006 | 2009 | 2011 | 2014 | 2016 | 2019 | 2021 | 2024 |